# Bátor Bence
Bátor Bence (1977. július 23. –) magyar zenész, az Amber Smith, Frenk, az ABBA Tribute Show, valamint a Balanyi Szilárd dobosa. Emellett Bátor Bence modell és kereskedelmi színészi karriert folytat Magyarországon és világszerte. 

## Ifjúsága
1997-ben költözött Budapestre, ahol jelenleg is lakik. Itt a Kodolányi János Főiskolára járt, amelyet nem fejezett be.

## Amber Smith
2000-ben csatlakozott az Amber Smithhez. Bátor hat Amber Smith albumon játszik.

## Diszkográfia
Albumok az Amber Smith-szel:
- reprint LP (2006)
- Introspektív LP (2008)
- Amber Smith LP (2012)
- Modern LP (2015)
- New LP (2017)
- Record LP (2020)
- Superficial EP (2021)

## Hangszerek
- TAMA Star Maple (Antique White) dob és Meinl Byzance cintányérok:
  - 22x14" lábdob
  - 12x8" felső tam
  - 16x16" álló tam
  - 14x6,5" Star Reserve Hand Hammered Copper pergő
  - Meinl Byzance 14" Vintage Sand Hihat – Benny Greb Signature
  - Meinl Byzance 18" Foundry Reserve Crash
  - Meinl Byzance 19" Foundry Reserve Crash
  - Meinl Byzance 20" Vintage Sand Ride – Benny Greb Signature

## Modellkarrier
Számos cég reklámjában jelent meg a 2000-es évek elejétől kezdődően: 
- T-Mobile https://www.youtube.com/watch?v=0oImXzRWoXg
- Telenor https://www.youtube.com/watch?v=GrnsHcY21sU
- Grando.hu https://www.youtube.com/watch?v=tLGJDS9j7p0
- Füstli https://www.youtube.com/watch?v=MrMg3vHJydg
- Kisebb szerelmes párbaj https://www.youtube.com/watch?v=5CZztf8OdAM
- Heizen Mit Öl https://www.youtube.com/watch?v=TV3lk7hajKE
- Flavon https://www.youtube.com/watch?v=q_wb4ATfcyU
- CIB bank https://www.youtube.com/watch?v=OJuzTVvn3nw
- Honda https://vimeo.com/153359332 https://vimeo.com/153359840 https://vimeo.com/153359411
- Grundfos https://vimeo.com/142851076
- Telenor https://www.youtube.com/watch?v=60gshzc_Omo https://www.youtube.com/watch?v=Evm7vja5Vjg https://www.youtube.com/watch?v=mVSTf2FdhGE

## Fordítás
- Ez a szócikk részben vagy egészben  a   Bence Bátor című angol Wikipédia-szócikk ezen változatának fordításán alapul.  Az eredeti cikk szerkesztőit annak laptörténete sorolja fel. Ez a jelzés csupán a megfogalmazás eredetét és a szerzői jogokat jelzi, nem szolgál a cikkben szereplő információk forrásmegjelöléseként.